# Shiggy Konno
Shigeru Konno (en japonés: 金野 滋, 7 de julio de 1922 – Tokio, 7 de abril de 2007) fue un rugbista y relevante dirigente japonés, que contribuyó al desarrollo del rugby en Asia durante el siglo XX. Desde 2019 es miembro del World Rugby Salón de la Fama.

## Biografía
Hijo de un gerente de la sucursal británica del Banco Mitsubishi, vivió su infancia y adolescencia en Londres; por lo que habló un inglés perfecto toda su vida. Asistió a la notable Escuela Preparatoria Rokeby y allí descubrió el rugby.

Nuevamente en Japón, eligió estudiar en la Universidad Doshisha por su equipo de rugby y ahí jugó como pilar. Durante la Segunda Guerra Mundial fue reclutado a la Fuerza Aérea del Imperio Japonés y sirviendo lo entrenaron para ser uno de los últimos pilotos kamikazes, pero afortunadamente nunca llegó a combatir.
En 1985 recibió la Orden del Imperio Británico (OBE) por «ayudar a mejorar las relaciones británico-japonesas» (contribuir a la expansión de la cultura británica), gracias al rugby. En 1987 y 1991 se involucró personalmente en las participaciones mundialistas, llegando a financiar parte de los gastos, de la selección nipona.
Aún trabajaba en la Unión Japonesa de Rugby (JRFU), cuando murió de un infarto cerebral a los 84 años. Su funeral se celebró en el templo Zōjō-ji.

## Carrera
En 1952 inició su carrera en la administración del rugby, cuando trabajó como intérprete para el equipo de la Universidad de Oxford que viajó de gira. En los años 1950 se sumó a la JRFU, en 1969 fue nombrado su director y en 1972 fue elegido el presidente; gobernó la unión hasta 1994.
En los años 1960 se involucró en el desarrollo rugbístico de Asia, siendo en 1968 un fundador de Asia Rugby y luego se desempeñó como secretario general, director y presidente honorario del organismo. Bajo su gobierno se creó el Asia Rugby Championship y presionó desde su continente para la creación de la Copa del Mundo.
Con la profesionalización del rugby en los años 1990, se sumó a World Rugby como el representante de Japón y allí fue un firme defensor del amateurismo en el juego. No obstante, en los años 2000 trabajó decisivamente para el establecimiento de la Top League.